# Musée des Beaux-Arts de Nancy
Musée des Beaux-Arts de Nancy – muzeum sztuki we francuskim Nancy.
W muzeum zgromadzone zostały m.in. zbiory malarstwa europejskiego (m.in. Perugino, Caravaggio, Rubens, Delacroix) oraz naczyń szklanych (kolekcja Daum).

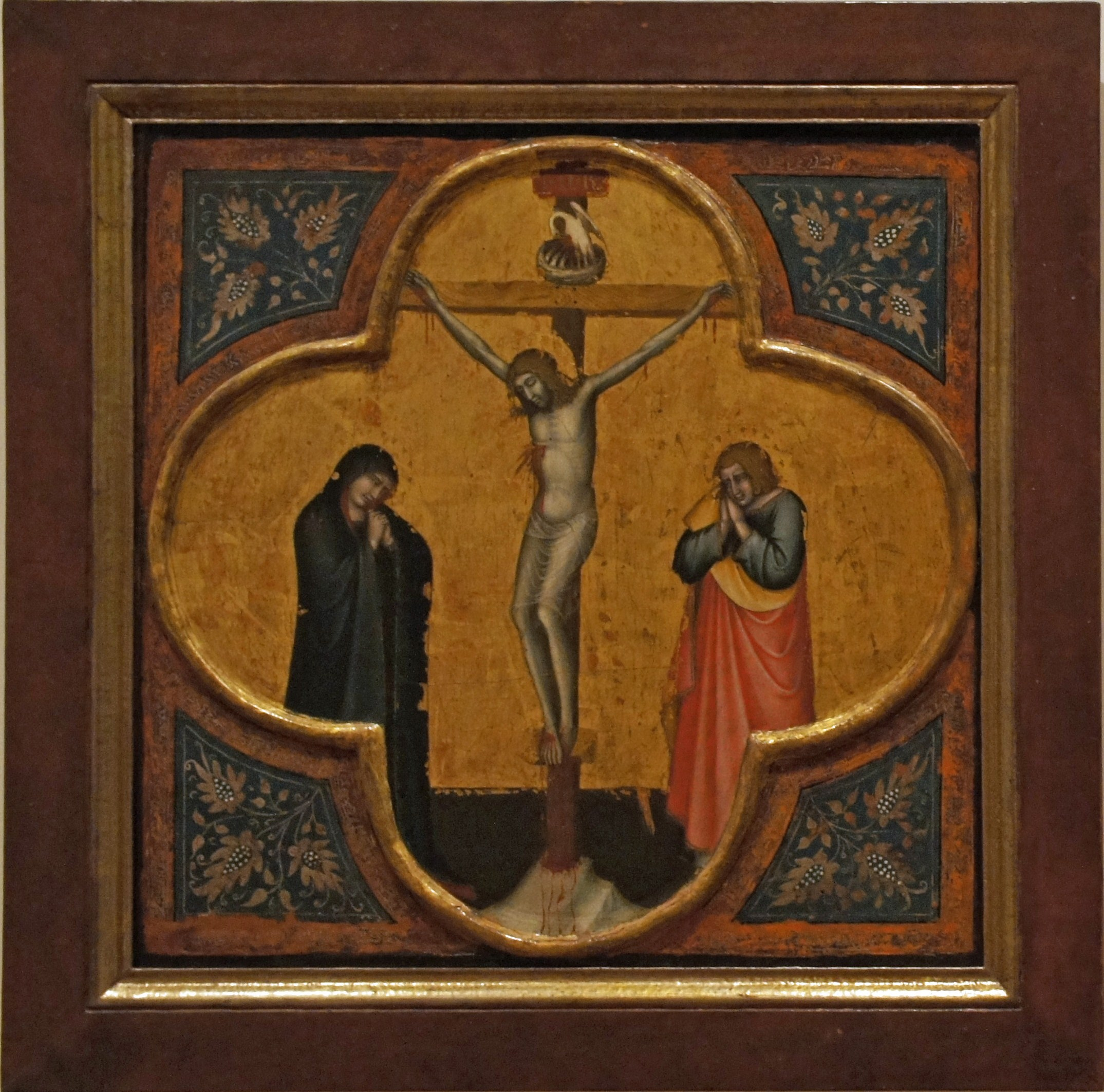
Ukrzyżowanie Mello da Gubbio (XIV w.)
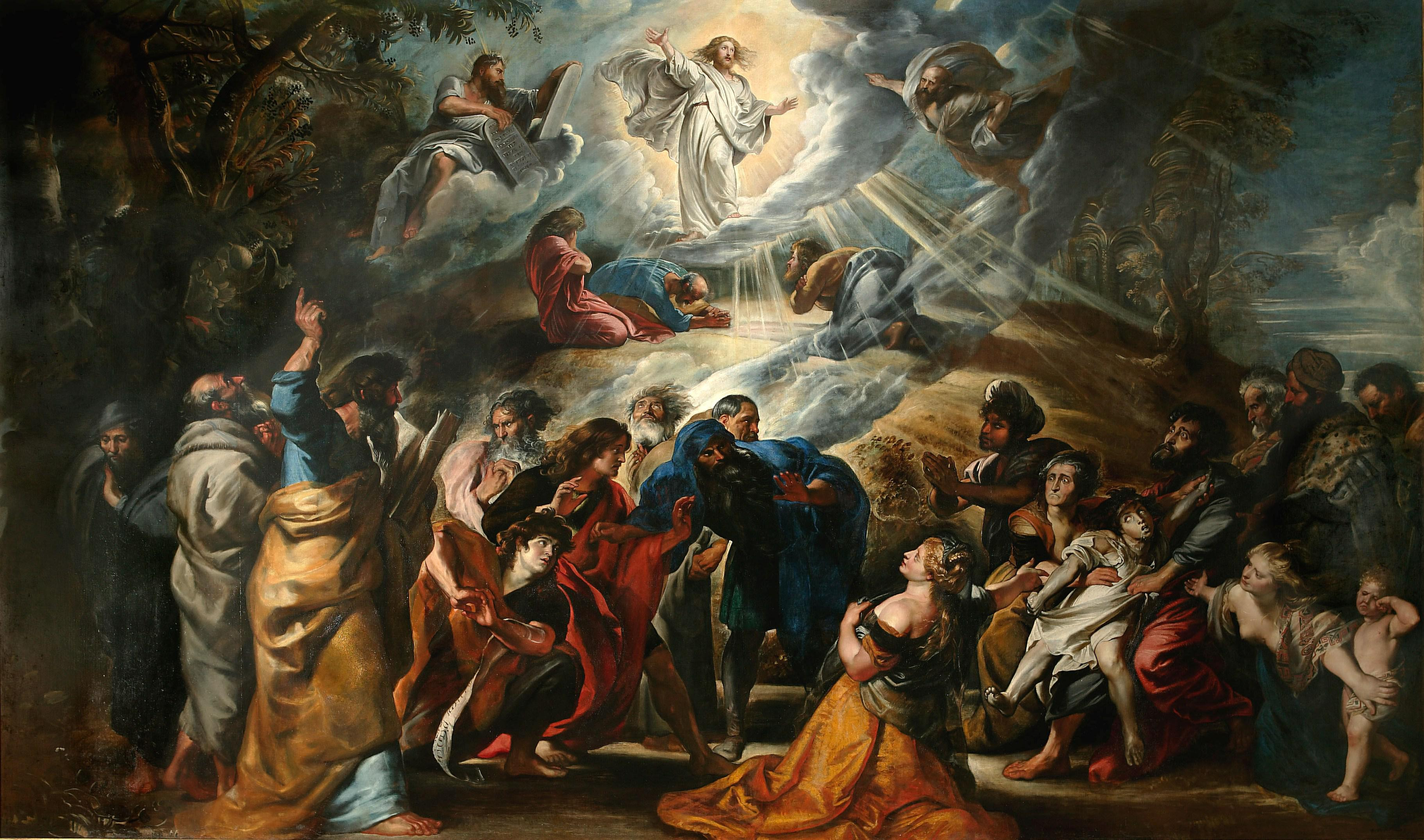
Przemienienie Pańskie Pierre Paul Rubens (1605)
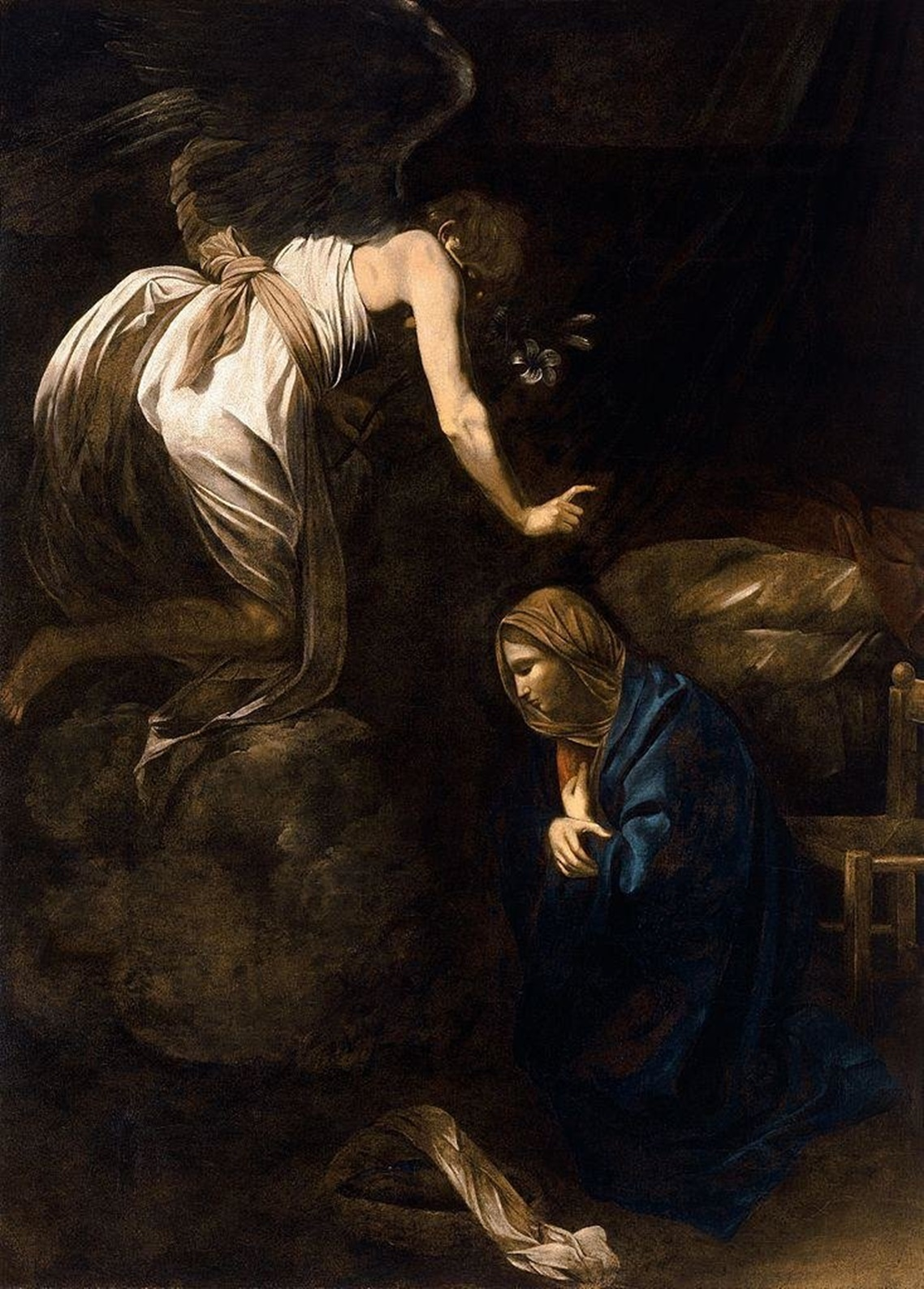
Zwiastowanie Caravaggio (1608)